# محمد علي الشعبان
محمد علي الشعبان (مواليد 1 نوفمبر 1986 في المنامة) بحريني إذاعي وتلفزيوني وجراح مقيم في وزارة الصحة في مملكة البحرين. حصل على درجة دكتوراه في الطب من جامعة الخليج العربي في البحرين في عام 2009 وحصل على شهادة البكالوريوس في البحوث الطبية من جامعة مانيتوبا في كندا في عام 2006 لأبحاثه وتم تصنيفه أحد أكبر 20 شاب رائد في البحرين في عام 2007.
فاز الشعبان على جائزتين إقليميتين لأفضل بحث علمي في عام 2006 وعام 2009. أبحاثه عن تضخم القلب أدى إلى نشره لمقالتين في مجلة الجزيئية والخلوية القلب والأوعية الدموية في عام 2007 و 2009.
خدم أيضا كمتحدث ضيف في ندوة في مالطا في عام 2005 بعد قيامه بأبحاث أجراها حول ثالوث العلاقة بين الأطباء والممرضين والصيادلة في مجمع السلمانية الطبي في البحرين.
خلال السنوات التي قضاها في التعليم الطبي كان الشعبان أحد الأعضاء المؤسسين للاتحاد الدولي لطلاب الطب البحرين وعمل ضابط صرف وطني أول لمدة عامين وأنشأ العديد من عقود التبادل مع ألمانيا وهولندا وكندا وبولندا وبريطانيا. تم انتخابه في وقت لاحق ليكون الأمين العام للجمعية. أبرز الإنجازات التي حققها المطالبة بالمزيد من الشفافية في عملية الانتخابات العامة لمدير منظمة الصحة العالمية.
بدأ الشعبان مسيرته التعليمية في مدرسة النسيم الدولية في البحرين وتخرج منها في عام 2003 ومنح دبلوم البكالوريا الدولية.
بجانب الطب كان الشعبان مذيع في إذاعة البحرين 96.5 FM (محطة راديو محلية إنجليزية) منذ عام 2006. بعد بضعة أشهر انتقل للعمل في قناة البحرين المحلية 2 باعتباره مذيع ومراسل.
طموحات الشعبان دفعته إلى أن يكون أحد المرشحين للعمل كمراسل في قمة دول مجلس التعاون الخليجي في عام 2008 و2009 في سلطنة عمان ودولة الكويت على التوالي. يشارك أيضا في عدد من البرامج والتغطيات الخاصة.
أحدث إنجاز للشعبان هو المزج بين الطب والإعلام من خلال تقديم برنامج دقيقة صحية الذي انطلق في يناير 2010 ويبث حاليا على تلفزيون البحرين.